# Kirguistán en los Juegos Olímpicos de Nagano 1998
Kirguistán estuvo representado en los Juegos Olímpicos de Nagano 1998 por un deportista masculino que compitió en biatlón.
El portador de la bandera en la ceremonia de apertura fue el biatleta Aleksandr Tropnikov. El equipo olímpico kirguís no obtuvo ninguna medalla en estos Juegos.